# قيزيق ماتوكسي
قيزيق ماتوكسي (الاسم العلمي:Cyzicus gynecia) (بالإنجليزية: Mattox clam shrimp)‏ هو نوع من الحيوانات يتبع جنس القيزيق من فصيلة القيازق.